# مايكل هنتر
مايكل هنتر (بالإنجليزية: Michael Hunter)‏ (و. القرن 20  م) هو ملحن، ومنتج موسيقي ‏ بريطاني، ولد في غلاسكو.